# Le canssôn d' Porta Pila n° 2
Le canssôn d' Porta Pila n° 2 è il secondo album del cantante italiano Gipo Farassino, pubblicato nel 1962.
Venne inciso come Giuseppe Farassino.

## Tracce
Lato 1
1. La nostra crica
2. Maria Giöana
3. Oi bela vorreìssi v'ni
4. La rosa bianca
5. Bela munfrinota
6. La brandulina
7. 'L luv

Lato 2
1. Guarda che bianca luna
2. Ciao Turin
3. 'L Grimpor
4. Mia mama mi veul dare
5. A l'umbretta del büssun
6. An sögn tremendo